# Pseudocyclaspis granulata
Pseudocyclaspis granulata är en kräftdjursart som beskrevs av Radhadevi och Kurian 1981. Pseudocyclaspis granulata ingår i släktet Pseudocyclaspis och familjen Bodotriidae.
Artens utbredningsområde är Mexikanska golfen. Inga underarter finns listade i Catalogue of Life.